# Book of Shadows (álbum)
Book of Shadows é o primeiro álbum solo do guitarrista de heavy metal Zakk Wylde. O álbum foi lançado em 1996, e relançado pela Spitfire em 1999 com o disco bônus contendo "Evil Ways" (a faixa bônus japonesa do álbum), "The Color Green", e "Peddlers of Death" (uma versão acústica que também aparece no álbum Sonic Brew).
| Críticas profissionais                                                      | Críticas profissionais |
| Avaliações da crítica                                                       | Avaliações da crítica  |
| Fonte                                                                       | Avaliação              |
| --------------------------------------------------------------------------- | ---------------------- |
| Allmusic                                                                    | [ 1 ]                  |
| Esta tabela precisa de ser acompanhada por texto em prosa. Consulte o guia. |                        |

## Lista de faixas
Todas as faixas compostas e escritas por Zakk Wylde

### Disco 1
| N.º            | Título                    | Duração |  |
| 1.             | "Between Heaven and Hell" | 3:26    |  |
| 2.             | "Sold My Soul"            | 4:52    |  |
| 3.             | "Road Back Home"          | 5:48    |  |
| 4.             | "Way Beyond Empty"        | 5:25    |  |
| 5.             | "Throwin' It All Away"    | 5:47    |  |
| 6.             | "What You're Look'n for"  | 5:31    |  |
| 7.             | "Dead as Yesterday"       | 2:51    |  |
| 8.             | "Too Numb to Cry"         | 2:23    |  |
| 9.             | "The Things You Do"       | 4:11    |  |
| 10.            | "1,000,000 Miles Away"    | 6:29    |  |
| 11.            | "I Thank You Child"       | 4:41    |  |
| Duração total: | Duração total:            | 51:25   |  |

### Disco 2
| N.º | Título                                                                                            | Duração |  |
| 1.  | "Evil Ways" (faixa bônus da versão japonesa)                                                      | 4:13    |  |
| 2.  | "The Color Green"                                                                                 | 3:05    |  |
| 3.  | "Peddlers of Death" ((rearranjado e regravado com o Black Label Society para o álbum Sonic Brew)) | 5:51    |  |

## Créditos
- Zakk Wylde – vocal e backing vocals, guitarra elétrica e acústica, piano, teclados, harmônica, baixo na "1,000,000 Miles Away"
- Joe Vitale – bateria, teclados, piano na "I Thank You Child"
- James LoMenzo – baixo
- John Sambataro - vocais de fundo na "Way Beyond Empty"

### Produção
- Produção e gravação por Ron Albert e Howard Albert
- Mixado por Bob Clearmountain, assistido por Ryan Freeland
- Arranjo de cordas e condução por Mike Lewis
- Engenheiros de gravação: Greg Goldman, Ron Albert, Howard Albert, Eric Gobel, Frank Cesarano
- Masterizado por David J. Donnelly